# Élections cantonales de 2004 dans le Jura
Les élections cantonales ont eu lieu les 21 et 28 mars 2004.
Lors de ces élections, 17 des 34 cantons du Jura ont été renouvelés. Elles ont vu la reconduction de la majorité UMP dirigée par Gérard Bailly, président du Conseil général depuis 1994.

## Résultats à l’échelle du département
Répartition départementale des résultats (2e tour).
- PCF (1,26 %)
- PS (28,54 %)
- DVG (20,22 %)
- UMP (40,18 %)
- DVD (8,17 %)
- FN (1,63 %)

| Étiquette      | Étiquette                          | Premier tour | Premier tour | Second tour | Second tour | Sièges |
| Étiquette      | Étiquette                          | Voix         | %            | Voix        | %           | Sièges |
| -------------- | ---------------------------------- | ------------ | ------------ | ----------- | ----------- | ------ |
|                | Parti socialiste                   | 9 259        | 17,67        | 14 034      | 28,54       | 5      |
|                | Divers gauche                      | 7 438        | 14,20        | 9 942       | 20,22       | 3      |
|                | Parti communiste français          | 2 730        | 5,21         | 620         | 1,26        | 0      |
|                | Extrême gauche                     | 2 040        | 3,89         |             |             |        |
|                | Les Verts                          | 894          | 1,71         |             |             |        |
| Gauche         | Gauche                             | 22 361       | 42,68        | 24 596      | 50,02       | 8      |
|                |                                    |              |              |             |             |        |
|                | Union pour un mouvement populaire  | 18 146       | 34,64        | 19 760      | 40,18       | 8      |
|                | Front national                     | 6 447        | 12,31        | 801         | 1,63        | 0      |
|                | Divers droite                      | 3 852        | 7,35         | 4 016       | 8,17        | 1      |
|                | Union pour la démocratie française | 1 271        | 2,43         |             |             |        |
| Droite         | Droite                             | 29 716       | 56,73        | 24 577      | 49,98       | 9      |
|                |                                    |              |              |             |             |        |
|                | Écologistes divers                 | 313          | 0,60         |             |             |        |
|                |                                    |              |              |             |             |        |
| Inscrits       | Inscrits                           | 82 213       | 100,00       | 73 985      | 100,00      |        |
| Abstention     | Abstention                         | 27 548       | 33,51        | 22 060      | 29,82       |        |
| Votants        | Votants                            | 54 665       | 66,49        | 51 925      | 70,18       |        |
| Blancs et nuls | Blancs et nuls                     | 2 275        | 4,16         | 2 752       | 5,30        |        |
| Exprimés       | Exprimés                           | 52 390       | 95,84        | 49 173      | 94,70       |        |

## Résultats par canton

### Canton d'Arbois
| Candidats      | Candidats          | Étiquette      | Premier tour | Premier tour | Second tour | Second tour |
| Candidats      | Candidats          | Étiquette      | Voix         | %            | Voix        | %           |
| -------------- | ------------------ | -------------- | ------------ | ------------ | ----------- | ----------- |
|                | Gabriel Marmier*   | UMP            | 1 093        | 32,93        | 1 568       | 45,23       |
|                | Norbert Maire      | PS             | 1 010        | 30,43        | 1 899       | 54,77       |
|                | Philippe Riou      | UDF            | 384          | 11,57        |             |             |
|                | Jean-Pierre Mouget | FN             | 364          | 10,97        |             |             |
|                | Marianne Meunier   | PCF            | 250          | 7,53         |             |             |
|                | Lionel Fournier    | EXG            | 144          | 4,34         |             |             |
|                | Alain Amaya        | EXG            | 74           | 2,23         |             |             |
|                |                    |                |              |              |             |             |
| Inscrits       | Inscrits           | Inscrits       | 4 854        | 100,00       | 4 854       | 100,00      |
| Abstention     | Abstention         | Abstention     | 1 337        | 27,54        | 1 133       | 23,34       |
| Votants        | Votants            | Votants        | 3 517        | 72,46        | 3 721       | 76,66       |
| Blancs et nuls | Blancs et nuls     | Blancs et nuls | 198          | 5,63         | 254         | 6,83        |
| Exprimés       | Exprimés           | Exprimés       | 3 319        | 94,37        | 3 467       | 93,17       |

*sortant

### Canton d'Arinthod
| Candidats      | Candidats        | Étiquette      | Premier tour | Premier tour | Second tour | Second tour |
| Candidats      | Candidats        | Étiquette      | Voix         | %            | Voix        | %           |
| -------------- | ---------------- | -------------- | ------------ | ------------ | ----------- | ----------- |
|                | Gilles Carnet*   | UMP            | 952          | 42,31        | 1 138       | 47,20       |
|                | Denis Renaud     | DVG            | 688          | 30,58        | 972         | 40,32       |
|                | Bernard Callois  | FN             | 353          | 15,69        | 301         | 12,48       |
|                | Gilles Rizzi     | PCF            | 104          | 4,62         |             |             |
|                | Raoul Chavet     | EXG            | 103          | 4,58         |             |             |
|                | Dominique Lepeut | EXG            | 50           | 2,22         |             |             |
|                |                  |                |              |              |             |             |
| Inscrits       | Inscrits         | Inscrits       | 3 324        | 100,00       | 3 324       | 100,00      |
| Abstention     | Abstention       | Abstention     | 969          | 29,15        | 819         | 24,64       |
| Votants        | Votants          | Votants        | 2 355        | 70,85        | 2 505       | 75,36       |
| Blancs et nuls | Blancs et nuls   | Blancs et nuls | 105          | 4,46         | 94          | 3,75        |
| Exprimés       | Exprimés         | Exprimés       | 2 250        | 95,54        | 2 411       | 96,25       |

*sortant

### Canton de Beaufort
| Candidats      | Candidats         | Étiquette      | Premier tour | Premier tour | Second tour | Second tour |
| Candidats      | Candidats         | Étiquette      | Voix         | %            | Voix        | %           |
| -------------- | ----------------- | -------------- | ------------ | ------------ | ----------- | ----------- |
|                | Gérald Moine      | UMP            | 892          | 28,71        | 1 312       | 41,35       |
|                | Fernand Fournier  | DVG            | 721          | 23,21        | 1 861       | 58,65       |
|                | Patrice Bau       | Verts          | 631          | 20,31        | Retrait     | Retrait     |
|                | Gérard Daloz      | DVD            | 397          | 12,78        |             |             |
|                | Patricia Genre    | FN             | 320          | 10,30        |             |             |
|                | Alain Pesse-Girod | EXG            | 84           | 2,70         |             |             |
|                | Christiane Tassi  | PCF            | 62           | 2,00         |             |             |
|                |                   |                |              |              |             |             |
| Inscrits       | Inscrits          | Inscrits       | 4 706        | 100,00       | 4 706       | 100,00      |
| Abstention     | Abstention        | Abstention     | 1 479        | 31,43        | 1 316       | 27,96       |
| Votants        | Votants           | Votants        | 3 227        | 68,57        | 3 390       | 72,04       |
| Blancs et nuls | Blancs et nuls    | Blancs et nuls | 120          | 3,72         | 217         | 6,40        |
| Exprimés       | Exprimés          | Exprimés       | 3 107        | 96,28        | 3 173       | 93,60       |

### Canton des Bouchoux
| Candidats      | Candidats         | Étiquette      | Premier tour | Premier tour | Second tour | Second tour |
| Candidats      | Candidats         | Étiquette      | Voix         | %            | Voix        | %           |
| -------------- | ----------------- | -------------- | ------------ | ------------ | ----------- | ----------- |
|                | Christian David   | UMP            | 621          | 48,67        | 750         | 56,31       |
|                | Jean-Daniel Maire | DVG            | 436          | 34,17        | 582         | 43,69       |
|                | Josette Devarieux | FN             | 147          | 11,52        |             |             |
|                | Bernard Fellmann  | PCF            | 40           | 3,13         |             |             |
|                | Olivier Ocler     | EXG            | 32           | 2,51         |             |             |
|                |                   |                |              |              |             |             |
| Inscrits       | Inscrits          | Inscrits       | 1 973        | 100,00       | 1 973       | 100,00      |
| Abstention     | Abstention        | Abstention     | 633          | 32,08        | 569         | 28,84       |
| Votants        | Votants           | Votants        | 1 340        | 67,92        | 1 404       | 71,16       |
| Blancs et nuls | Blancs et nuls    | Blancs et nuls | 64           | 4,78         | 72          | 5,13        |
| Exprimés       | Exprimés          | Exprimés       | 1 276        | 95,22        | 1 332       | 94,87       |

### Canton de Chemin
| Candidats      | Candidats             | Étiquette      | Premier tour | Premier tour | Second tour | Second tour |
| Candidats      | Candidats             | Étiquette      | Voix         | %            | Voix        | %           |
| -------------- | --------------------- | -------------- | ------------ | ------------ | ----------- | ----------- |
|                | André Vauchez*        | PS             | 1 868        | 39,80        | 2 754       | 54,60       |
|                | Jean-Michel Daubigney | UMP            | 1 657        | 35,31        | 2 290       | 45,40       |
|                | Éliane Vuillemin      | FN             | 710          | 15,13        |             |             |
|                | Jacques Marechal      | EXG            | 230          | 4,90         |             |             |
|                | Claude Prost          | PCF            | 228          | 4,86         |             |             |
|                |                       |                |              |              |             |             |
| Inscrits       | Inscrits              | Inscrits       | 7 541        | 100,00       | 7 541       | 100,00      |
| Abstention     | Abstention            | Abstention     | 2 652        | 35,17        | 2 197       | 29,13       |
| Votants        | Votants               | Votants        | 4 889        | 64,83        | 5 344       | 70,87       |
| Blancs et nuls | Blancs et nuls        | Blancs et nuls | 196          | 4,01         | 300         | 5,61        |
| Exprimés       | Exprimés              | Exprimés       | 4 693        | 95,99        | 5 044       | 94,39       |

*sortant

### Canton de Clairvaux-les-Lacs
| Candidats      | Candidats         | Étiquette      | Premier tour | Premier tour |
| Candidats      | Candidats         | Étiquette      | Voix         | %            |
| -------------- | ----------------- | -------------- | ------------ | ------------ |
|                | Gérard Bailly*    | UMP            | 1 622        | 62,38        |
|                | Serge David       | DVG            | 598          | 23,00        |
|                | Nicole Botkovitz  | FN             | 240          | 9,23         |
|                | François Etienney | PCF            | 140          | 5,38         |
|                |                   |                |              |              |
| Inscrits       | Inscrits          | Inscrits       | 3 777        | 100,00       |
| Abstention     | Abstention        | Abstention     | 1 048        | 27,75        |
| Votants        | Votants           | Votants        | 2 729        | 72,25        |
| Blancs et nuls | Blancs et nuls    | Blancs et nuls | 129          | 4,73         |
| Exprimés       | Exprimés          | Exprimés       | 2 600        | 95,27        |

*sortant

### Canton de Dampierre
| Candidats      | Candidats          | Étiquette      | Premier tour | Premier tour | Second tour | Second tour |
| Candidats      | Candidats          | Étiquette      | Voix         | %            | Voix        | %           |
| -------------- | ------------------ | -------------- | ------------ | ------------ | ----------- | ----------- |
|                | Lucien Paulin      | PS             | 1 201        | 40,81        | 1 735       | 55,75       |
|                | Joseph Roy         | UMP            | 674          | 22,90        | 877         | 28,18       |
|                | Maurice Vuillermoz | FN             | 484          | 16,45        | 500         | 16,07       |
|                | Laurent Lahaxe     | PS             | 329          | 11,18        |             |             |
|                | Jean-Paul Roy      | PCF            | 188          | 6,39         |             |             |
|                | Françoise Yalaoui  | EXG            | 67           | 2,28         |             |             |
|                |                    |                |              |              |             |             |
| Inscrits       | Inscrits           | Inscrits       | 4 559        | 100,00       | 4 559       | 100,00      |
| Abstention     | Abstention         | Abstention     | 1 500        | 32,90        | 1 327       | 29,11       |
| Votants        | Votants            | Votants        | 3 059        | 67,10        | 3 232       | 70,89       |
| Blancs et nuls | Blancs et nuls     | Blancs et nuls | 116          | 3,79         | 120         | 3,71        |
| Exprimés       | Exprimés           | Exprimés       | 2 943        | 96,21        | 3 112       | 96,29       |

### Canton de Dole-Nord-Est
| Candidats      | Candidats                | Étiquette      | Premier tour | Premier tour | Second tour | Second tour |
| Candidats      | Candidats                | Étiquette      | Voix         | %            | Voix        | %           |
| -------------- | ------------------------ | -------------- | ------------ | ------------ | ----------- | ----------- |
|                | Patrick Viverge          | PS             | 2 044        | 25,08        | 3 733       | 43,86       |
|                | Jean-Claude Protet       | UMP            | 1 666        | 20,44        | 2 692       | 31,63       |
|                | Éric Rauscher            | DVG            | 1 575        | 19,32        | 2 087       | 24,52       |
|                | Maurice Batail           | FN             | 1 035        | 12,70        |             |             |
|                | Félix Macard             | DVD            | 776          | 9,52         |             |             |
|                | Danièle Sciquot Berodier | PCF            | 430          | 5,28         |             |             |
|                | Jean Bordat              | ECO            | 313          | 3,84         |             |             |
|                | Dominique Revoy          | EXG            | 218          | 2,67         |             |             |
|                | Jacques Berthault        | EXG            | 94           | 1,15         |             |             |
|                |                          |                |              |              |             |             |
| Inscrits       | Inscrits                 | Inscrits       | 12 718       | 100,00       | 12 718      | 100,00      |
| Abstention     | Abstention               | Abstention     | 4 280        | 33,65        | 3 764       | 29,60       |
| Votants        | Votants                  | Votants        | 8 438        | 66,35        | 8 954       | 70,40       |
| Blancs et nuls | Blancs et nuls           | Blancs et nuls | 287          | 3,40         | 442         | 4,94        |
| Exprimés       | Exprimés                 | Exprimés       | 8 151        | 96,60        | 8 512       | 95,06       |

### Canton de Lons-le-Saunier-Nord
| Candidats      | Candidats              | Étiquette      | Premier tour | Premier tour | Second tour | Second tour |
| Candidats      | Candidats              | Étiquette      | Voix         | %            | Voix        | %           |
| -------------- | ---------------------- | -------------- | ------------ | ------------ | ----------- | ----------- |
|                | Jean-Claude Servillat* | UMP            | 2 076        | 36,23        | 3 120       | 51,16       |
|                | Christophe Perny       | PS             | 1 994        | 34,80        | 2 979       | 48,84       |
|                | Jacqueline Perretier   | FN             | 732          | 12,77        |             |             |
|                | Jean-Michel Velard     | UDF            | 447          | 7,80         |             |             |
|                | Philippe Liboz         | PCF            | 281          | 4,90         |             |             |
|                | Alain Wolff            | EXG            | 200          | 3,49         |             |             |
|                |                        |                |              |              |             |             |
| Inscrits       | Inscrits               | Inscrits       | 10 120       | 100,00       | 10 120      | 100,00      |
| Abstention     | Abstention             | Abstention     | 4 122        | 40,73        | 3 646       | 36,03       |
| Votants        | Votants                | Votants        | 5 998        | 59,27        | 6 474       | 63,97       |
| Blancs et nuls | Blancs et nuls         | Blancs et nuls | 268          | 4,47         | 375         | 5,79        |
| Exprimés       | Exprimés               | Exprimés       | 5 730        | 95,53        | 6 099       | 94,21       |

*sortant

### Canton de Moirans-en-Montagne
| Candidats      | Candidats               | Étiquette      | Premier tour | Premier tour | Second tour | Second tour |
| Candidats      | Candidats               | Étiquette      | Voix         | %            | Voix        | %           |
| -------------- | ----------------------- | -------------- | ------------ | ------------ | ----------- | ----------- |
|                | Marie-Christine Dalloz* | UMP            | 1 029        | 37,61        | 1 288       | 44,89       |
|                | Serge Lacroix           | DVD            | 777          | 28,40        | 961         | 33,50       |
|                | Raymond Bruneau         | PCF            | 420          | 15,35        | 620         | 21,61       |
|                | Éric Silvestre          | FN             | 399          | 14,58        |             |             |
|                | Jean-Claude Gros        | EXG            | 111          | 4,06         |             |             |
|                |                         |                |              |              |             |             |
| Inscrits       | Inscrits                | Inscrits       | 4 127        | 100,00       | 4 128       | 100,00      |
| Abstention     | Abstention              | Abstention     | 1 293        | 31,33        | 1 137       | 27,54       |
| Votants        | Votants                 | Votants        | 2 834        | 68,67        | 2 991       | 72,46       |
| Blancs et nuls | Blancs et nuls          | Blancs et nuls | 98           | 3,46         | 122         | 4,08        |
| Exprimés       | Exprimés                | Exprimés       | 2 736        | 96,54        | 2 869       | 95,92       |

*sortant

### Canton de Montbarrey
| Candidats      | Candidats            | Étiquette      | Premier tour | Premier tour | Second tour | Second tour |
| Candidats      | Candidats            | Étiquette      | Voix         | %            | Voix        | %           |
| -------------- | -------------------- | -------------- | ------------ | ------------ | ----------- | ----------- |
|                | Alain Bigueur*       | DVG            | 1 024        | 40,91        | 1 502       | 58,26       |
|                | Bernard Fraizier     | UMP            | 572          | 22,85        | 1 076       | 41,74       |
|                | Jean-Charles Koehren | UMP            | 477          | 19,06        | Retrait     | Retrait     |
|                | Nicole Sergent       | FN             | 206          | 8,23         |             |             |
|                | Jean-Pierre Joussot  | UDF            | 92           | 3,68         |             |             |
|                | Laurence Canonici    | PCF            | 91           | 3,64         |             |             |
|                | Christine Lecrenais  | EXG            | 41           | 1,64         |             |             |
|                |                      |                |              |              |             |             |
| Inscrits       | Inscrits             | Inscrits       | 3 482        | 100,00       | 3 482       | 100,00      |
| Abstention     | Abstention           | Abstention     | 891          | 25,59        | 748         | 21,48       |
| Votants        | Votants              | Votants        | 2 591        | 74,41        | 2 734       | 78,52       |
| Blancs et nuls | Blancs et nuls       | Blancs et nuls | 88           | 3,40         | 156         | 5,71        |
| Exprimés       | Exprimés             | Exprimés       | 2 503        | 96,60        | 2 578       | 94,29       |

*sortant

### Canton de Montmirey-le-Château
| Candidats      | Candidats          | Étiquette      | Premier tour | Premier tour | Second tour | Second tour |
| Candidats      | Candidats          | Étiquette      | Voix         | %            | Voix        | %           |
| -------------- | ------------------ | -------------- | ------------ | ------------ | ----------- | ----------- |
|                | Dominique Troncin  | DVG            | 629          | 38,73        | 1 067       | 66,65       |
|                | Pierre Verne       | DVD            | 240          | 14,78        | 534         | 33,35       |
|                | Chantal Saget      | UMP            | 231          | 14,22        |             |             |
|                | Roger Robert       | UDF            | 192          | 11,82        |             |             |
|                | Bruno Nicolin      | Verts          | 135          | 8,31         |             |             |
|                | Yvonne Leborgne    | FN             | 131          | 8,07         |             |             |
|                | Martial Bogillot   | PCF            | 24           | 1,48         |             |             |
|                | Jean-Pierre Vercey | EXG            | 22           | 1,35         |             |             |
|                | Laurent Gandrey    | EXG            | 20           | 1,23         |             |             |
|                |                    |                |              |              |             |             |
| Inscrits       | Inscrits           | Inscrits       | 2 274        | 100,00       | 2 273       | 100,00      |
| Abstention     | Abstention         | Abstention     | 610          | 26,82        | 549         | 24,15       |
| Votants        | Votants            | Votants        | 1 664        | 73,18        | 1 724       | 75,85       |
| Blancs et nuls | Blancs et nuls     | Blancs et nuls | 40           | 2,40         | 123         | 7,13        |
| Exprimés       | Exprimés           | Exprimés       | 1 624        | 97,60        | 1 601       | 92,87       |

### Canton de Morez
| Candidats      | Candidats         | Étiquette      | Premier tour | Premier tour | Second tour | Second tour |
| Candidats      | Candidats         | Étiquette      | Voix         | %            | Voix        | %           |
| -------------- | ----------------- | -------------- | ------------ | ------------ | ----------- | ----------- |
|                | François Godin    | DVD            | 1 619        | 31,37        | 2 521       | 45,66       |
|                | Jean-Paul Salino* | UMP            | 1 286        | 24,92        | 1 642       | 29,74       |
|                | Michel Tireford   | DVG            | 1 017        | 19,71        | 1 358       | 24,60       |
|                | François Coulon   | FN             | 787          | 15,25        |             |             |
|                | Jacky Richard     | EXG            | 252          | 4,88         |             |             |
|                | Pierre Billet     | PCF            | 200          | 3,88         |             |             |
|                |                   |                |              |              |             |             |
| Inscrits       | Inscrits          | Inscrits       | 9 443        | 100,00       | 9 442       | 100,00      |
| Abstention     | Abstention        | Abstention     | 4 053        | 42,92        | 3 642       | 38,57       |
| Votants        | Votants           | Votants        | 5 390        | 57,08        | 5 800       | 61,43       |
| Blancs et nuls | Blancs et nuls    | Blancs et nuls | 229          | 4,25         | 279         | 4,81        |
| Exprimés       | Exprimés          | Exprimés       | 5 161        | 95,75        | 5 521       | 95,19       |

*sortant

### Canton de Nozeroy
| Candidats      | Candidats       | Étiquette      | Premier tour | Premier tour | Second tour | Second tour |
| Candidats      | Candidats       | Étiquette      | Voix         | %            | Voix        | %           |
| -------------- | --------------- | -------------- | ------------ | ------------ | ----------- | ----------- |
|                | Yves Garnier    | UMP            | 361          | 22,34        | 594         | 35,15       |
|                | Philippe Dole   | UMP            | 319          | 19,74        | 583         | 34,50       |
|                | Joseph Jantet   | DVG            | 289          | 17,88        | 513         | 30,36       |
|                | André Ferreux   | UMP            | 262          | 16,21        | Retrait     | Retrait     |
|                | Bernard Meunier | UDF            | 156          | 9,65         |             |             |
|                | Monique Pecheur | FN             | 128          | 7,92         |             |             |
|                | Hubert Rame     | PCF            | 58           | 3,59         |             |             |
|                | Daniel Fournol  | DVD            | 43           | 2,66         |             |             |
|                |                 |                |              |              |             |             |
| Inscrits       | Inscrits        | Inscrits       | 2 420        | 100,00       | 2 420       | 100,00      |
| Abstention     | Abstention      | Abstention     | 711          | 29,38        | 610         | 25,21       |
| Votants        | Votants         | Votants        | 1 709        | 70,62        | 1 810       | 74,79       |
| Blancs et nuls | Blancs et nuls  | Blancs et nuls | 93           | 5,44         | 120         | 6,63        |
| Exprimés       | Exprimés        | Exprimés       | 1 616        | 94,56        | 1 690       | 93,37       |

### Canton des Planches-en-Montagne
| Candidats      | Candidats           | Étiquette      | Premier tour | Premier tour |
| Candidats      | Candidats           | Étiquette      | Voix         | %            |
| -------------- | ------------------- | -------------- | ------------ | ------------ |
|                | Gilbert Blondeau*   | UMP            | 702          | 69,99        |
|                | Jacqueline Herenger | EXG            | 190          | 18,94        |
|                | Agnès Arbez         | FN             | 111          | 11,07        |
|                |                     |                |              |              |
| Inscrits       | Inscrits            | Inscrits       | 1 661        | 100,00       |
| Abstention     | Abstention          | Abstention     | 551          | 33,17        |
| Votants        | Votants             | Votants        | 1 110        | 66,83        |
| Blancs et nuls | Blancs et nuls      | Blancs et nuls | 107          | 9,64         |
| Exprimés       | Exprimés            | Exprimés       | 1 003        | 90,36        |

*sortant

### Canton de Sellières
| Candidats      | Candidats           | Étiquette      | Premier tour | Premier tour | Second tour | Second tour |
| Candidats      | Candidats           | Étiquette      | Voix         | %            | Voix        | %           |
| -------------- | ------------------- | -------------- | ------------ | ------------ | ----------- | ----------- |
|                | Robert Tournier*    | PS             | 813          | 48,02        | 934         | 52,95       |
|                | André Garde         | UMP            | 627          | 37,03        | 830         | 47,05       |
|                | Françoise Daubigney | FN             | 139          | 8,21         |             |             |
|                | Aline Carton        | EXG            | 58           | 3,43         |             |             |
|                | Virginie Hommey     | PCF            | 56           | 3,31         |             |             |
|                |                     |                |              |              |             |             |
| Inscrits       | Inscrits            | Inscrits       | 2 445        | 100,00       | 2 445       | 100,00      |
| Abstention     | Abstention          | Abstention     | 680          | 27,81        | 603         | 24,66       |
| Votants        | Votants             | Votants        | 1 765        | 72,19        | 1 842       | 75,34       |
| Blancs et nuls | Blancs et nuls      | Blancs et nuls | 72           | 4,08         | 78          | 4,23        |
| Exprimés       | Exprimés            | Exprimés       | 1 693        | 95,92        | 1 764       | 95,77       |

*sortant

### Canton de Villers-Farlay
| Candidats      | Candidats           | Étiquette      | Premier tour | Premier tour |
| Candidats      | Candidats           | Étiquette      | Voix         | %            |
| -------------- | ------------------- | -------------- | ------------ | ------------ |
|                | Jean-Marie Sermier* | UMP            | 1 027        | 51,74        |
|                | Gilles Masuyer      | DVG            | 461          | 23,22        |
|                | Corinne Guillemin   | FN             | 161          | 8,11         |
|                | Bernard Chenu       | PCF            | 158          | 7,96         |
|                | Gérard Damnon       | Verts          | 128          | 6,45         |
|                | Georges Guieu       | EXG            | 30           | 1,51         |
|                | Serge Grandvaux     | EXG            | 20           | 1,01         |
|                |                     |                |              |              |
| Inscrits       | Inscrits            | Inscrits       | 2 789        | 100,00       |
| Abstention     | Abstention          | Abstention     | 739          | 26,50        |
| Votants        | Votants             | Votants        | 2 050        | 73,50        |
| Blancs et nuls | Blancs et nuls      | Blancs et nuls | 65           | 3,17         |
| Exprimés       | Exprimés            | Exprimés       | 1 985        | 96,83        |

*sortant